# Pražský most (Hradec Králové)
Pražský most je secesní most přes řeku Labe v Hradci Králové. Je nejstarším silničním mostem v Hradci Králové.

## Historie

### Pražský pevnostní most
Na místě dnešního Pražského mostu dříve stával kamenný Pražský pevnostní most (v 18. století znám též jako Labský most), který byl postavený v letech 1767 až 1768 v rámci přebudování Hradce Králové na pevnost. Byl dokončen 10. června 1768. Měl 8 polí o šířce 4 metry. Problémem mostu byla jeho nízká propustnost při povodních. Proto byl roku 1908 zbourán a bylo rozhodnuto o stavbě nového mostu. Zároveň byla postavena provizorní dřevěná lávka pro dobu stavby nového mostu.
Pražský pevnostní most mohl být stejně jako Moravský pevnostní most pomocí stavidel přeměněn ve hráz.

### Nový most

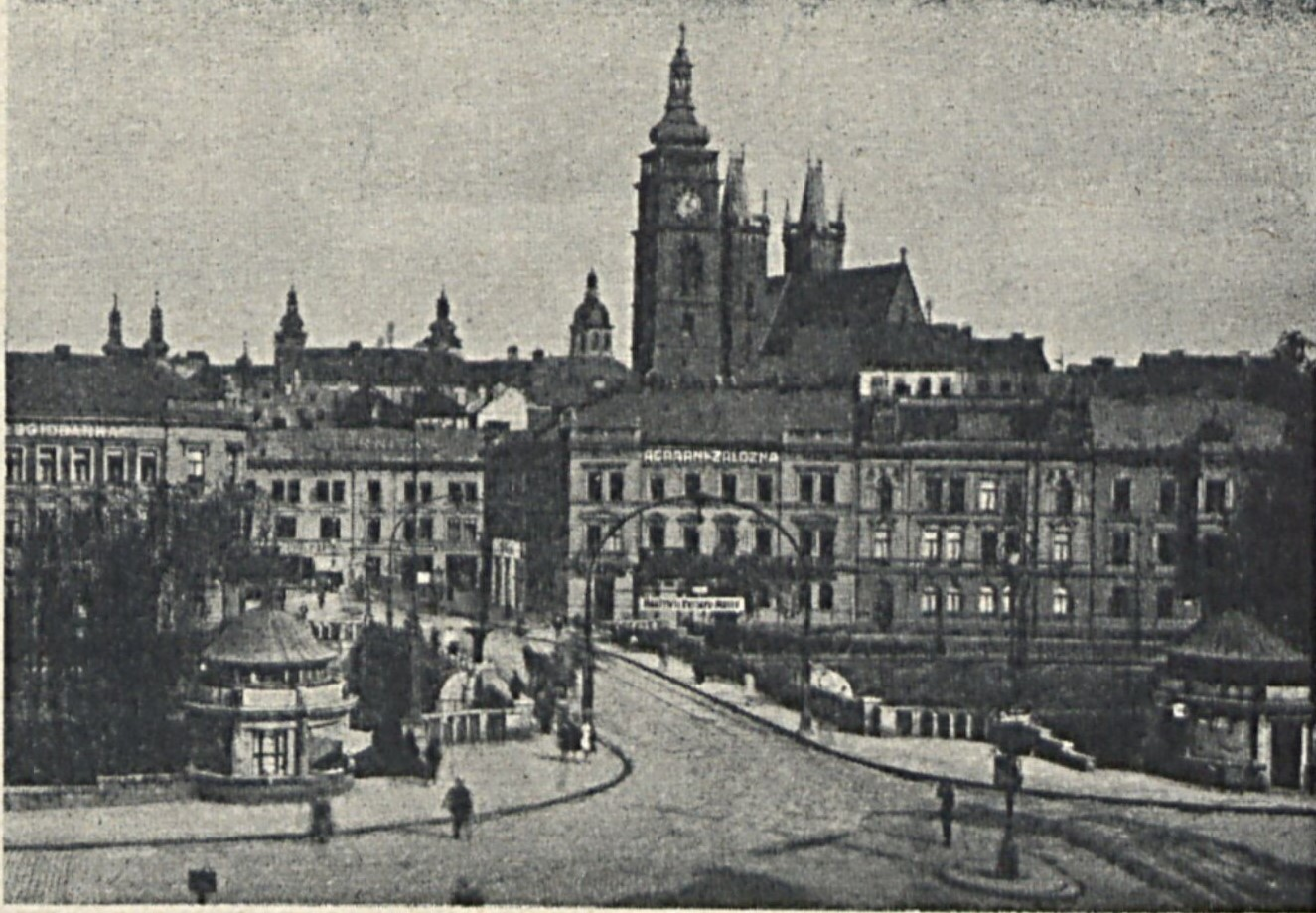
Pražský (Wilsonův) most ve třicátých letech 20. století

Nový most postavila firma Märky, Bromovský a Schulz podle projektu Adolfa Janouška. Ten navrhl kovový most podobný pražskému mostu pod letenským svahem od Františka Mencla a Jana Kouly z let 1907–1908. Most se měl stát nejen fyzickou, ale i symbolickou spojnicí mezi starým městem a nově se rozvíjejícími čtvrtěmi. Po dostavbě mostu zadala městská technická kancelář Janu Kotěrovi práci na doplňkových dekoracích mostu. Kotěra navrhl oblouky s osvětlením a pylony se žárovkami a praporové stožáry s městskými znaky. Zpracování kiosků zadal svému studentovi Ladislavu Laudovi.
7. července 1910 byl most dán do užívání pro dopravu, realizace úprav podle návrhu Jana Kotěry však proběhla až v letech 1911–1912. Kiosky však zprvu nebyly přijaty veřejností kladně.

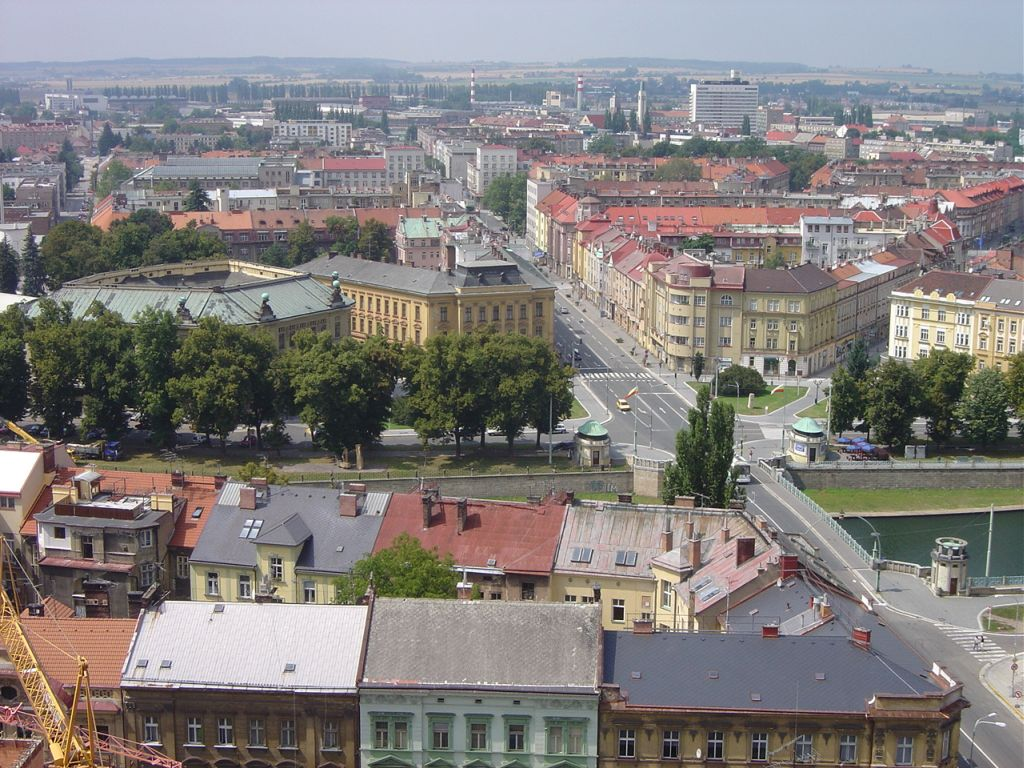
Letecký pohled na most. V pozadí Gočárova třída.

V Hradci Králové se již v 19. století uvažovalo o zavedení městské tramvajové dopravy. Pražský most se stal jediným místem ve městě, kde již byly dokonce položeny koleje a stožáry. Od projektu bylo nakonec upuštěno, i když Josef Gočár ještě v letech 1926–1928 zahrnul velkorysou tramvajovou síť do svého regulačního plánu. Hradec se však definitivně vydal cestou autobusové a od roku 1949 i trolejbusové dopravy a při první rekonstrukci v roce 1932 byly koleje z Pražského (tehdy Wilsonova) mostu odstraněny.
V 80. letech 20. století byl tříkloubový most přestavěn na dvoukloubový. V letech 1992 až 1993 došlo k opravě mostu. V roce 2017 začaly opravy kiosků, stavbu však překazily technické problémy. V roce 2020 radnice oznámila, že bude kiosky opravovat podle původních Kotěrových plánů.

## Popis

### Most
Most má příhradovou ocelovou konstrukci. Nad řekou je jeden oblouk segmentový, napravo nad nábřežím ve směru toku Labe je menší betonový oblouk půlkruhově zaklenutý. Šířka jednoho pole je 6,5 metru a nad vodou je rozpětí mostního oblouku 40 metrů.

### Kiosky
Čtyři kiosky podle návrhu Kotěrova studenta Ladislava Laudy se nacházejí na březích mostu po jeho stranách. Vytvářejí tak symbolickou bránu a lemují most. Nejsou však stejné. Na staroměstském břehu stojí kiosky na kamenném soklu, ze kterého vyrůstá válec s kamennými pilastry, které nesou nahoře římsu. Jižní kiosek měl skrýt transformátor a severní měl pojmout strážnici.
Kiosky na druhém břehu jsou postaveny na oválném půdorysu. Jsou větší, avšak nižší než jejich protějšky. Z kamenného soklu vyrůstají pilastry, které nesou římsu, nad ní se nachází plechová zvonová střecha s průhledy. Jižní kiosek sloužil jako veřejné toalety, severní jako prodejna ovoce.

## Vývoj názvu
- Pražský most (1910–1916)
- Most arciknížete Karla (1916–1918)
- Wilsonův most (1918–1940)
- Prager Brücke – Pražský most (1940–1945)
- Wilsonův most (1945–1953)
- Pražský most (od 1953)

## Galerie

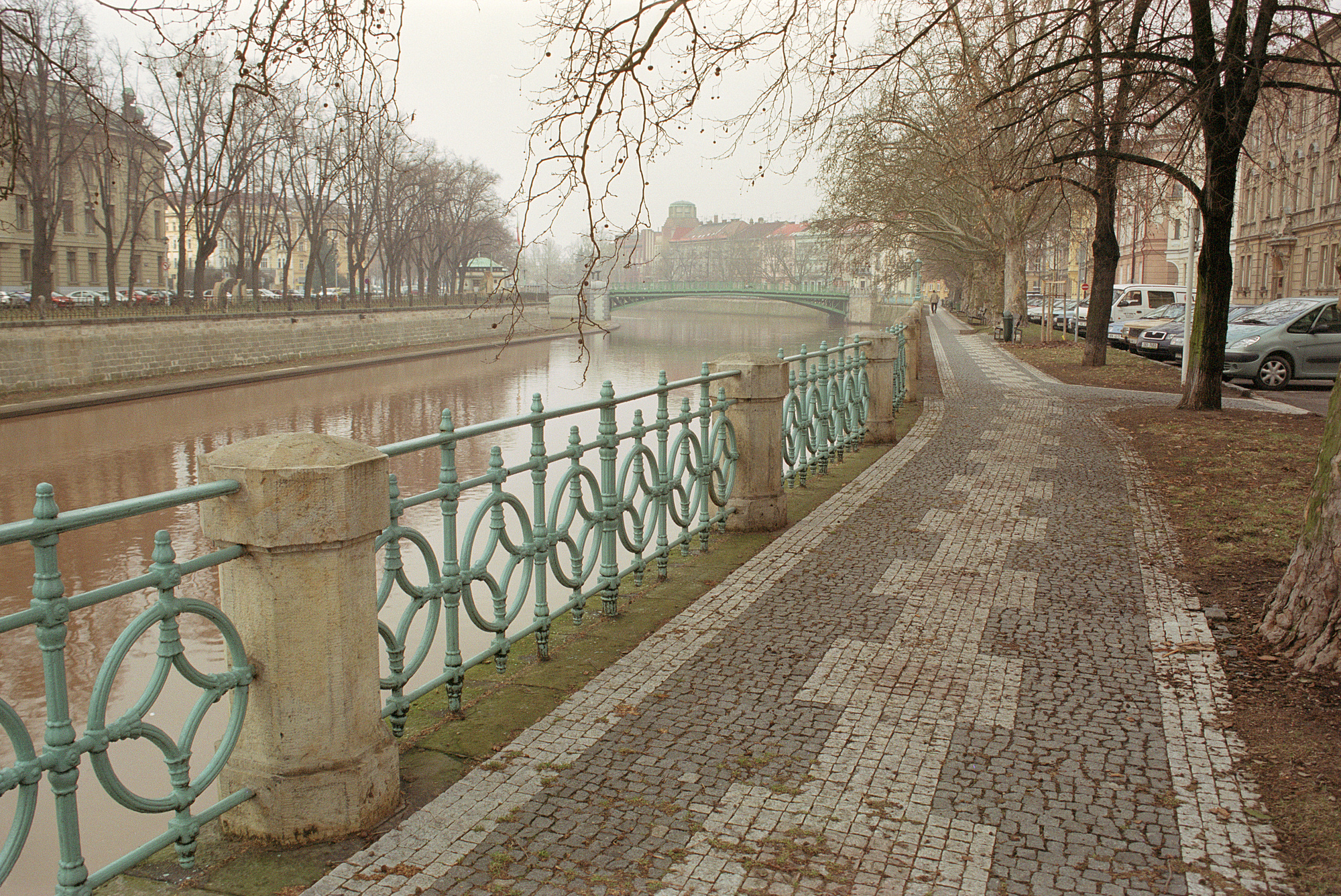
Pohled z Eliščina nábřeží
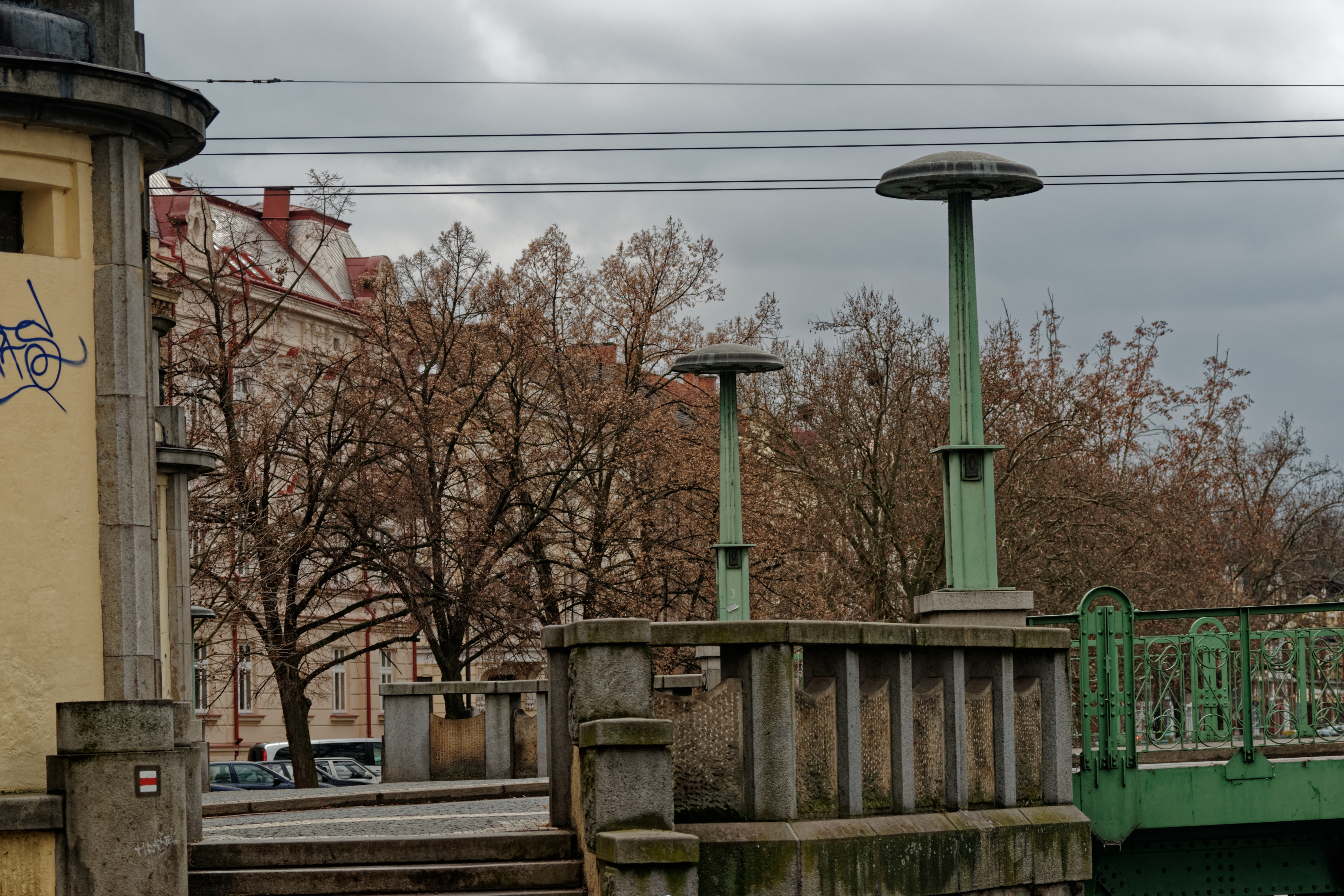
Osvětlení od Jana Kotěry
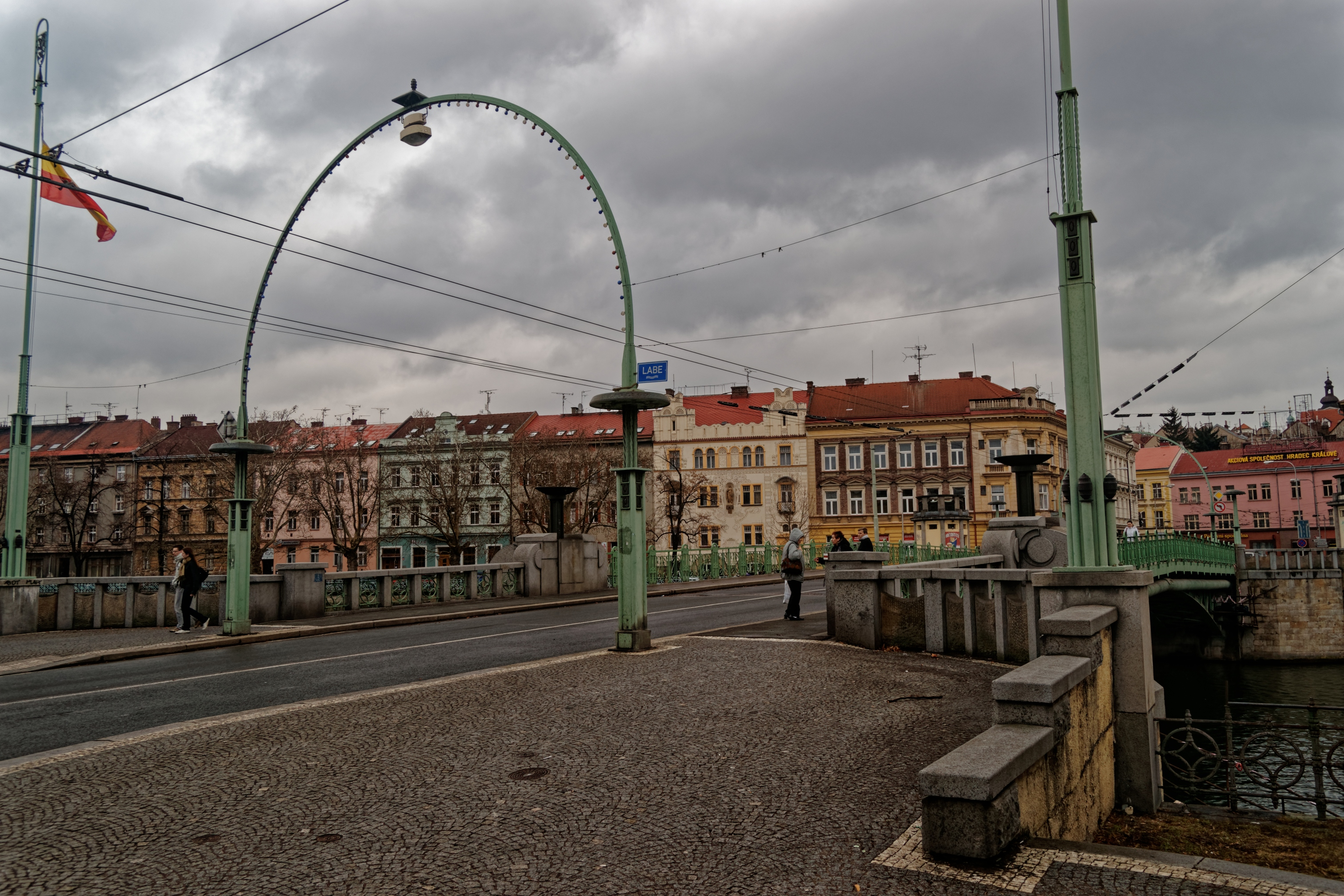
Obloukové osvětlení od Jana Kotěry
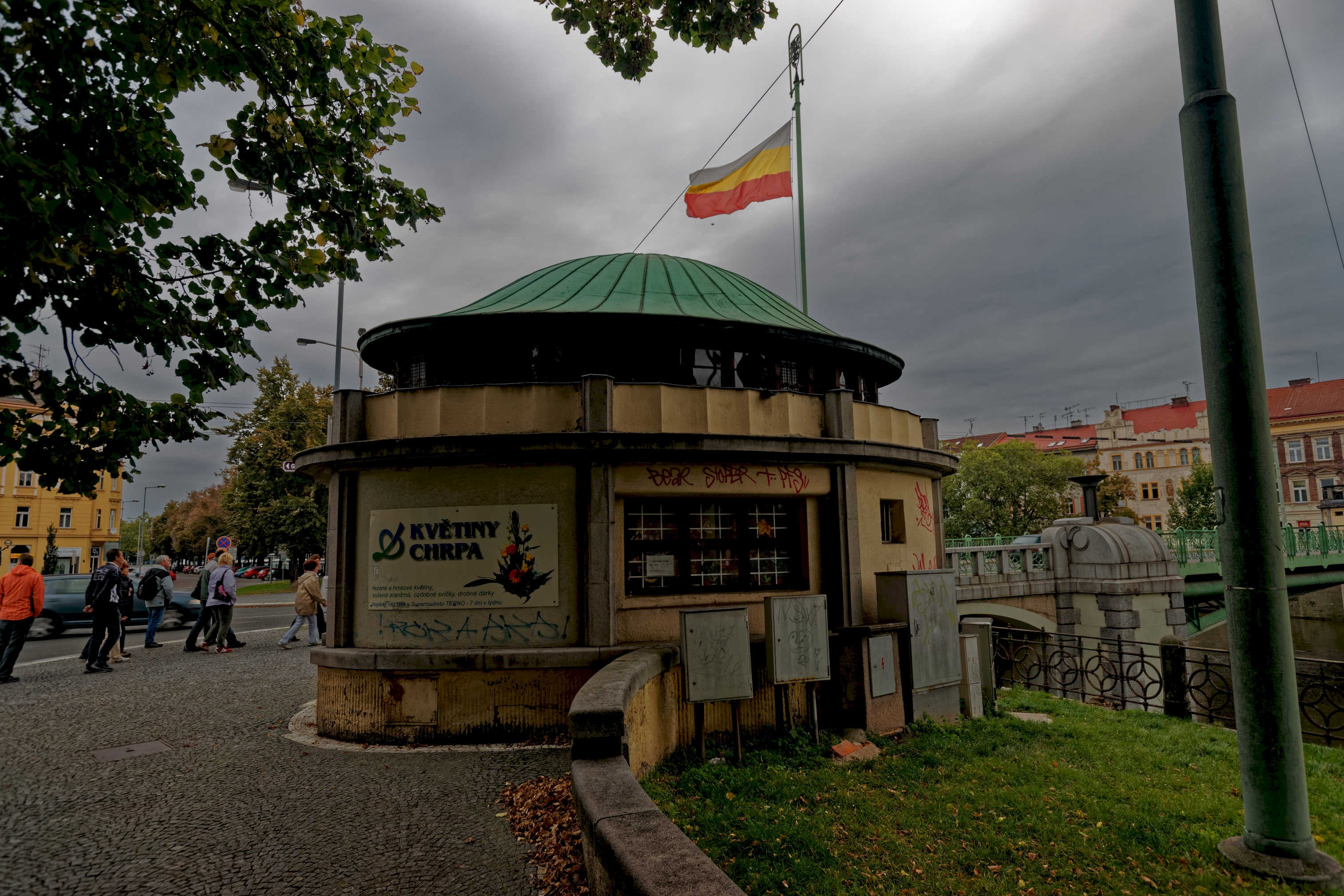
Kiosek na pravém břehu
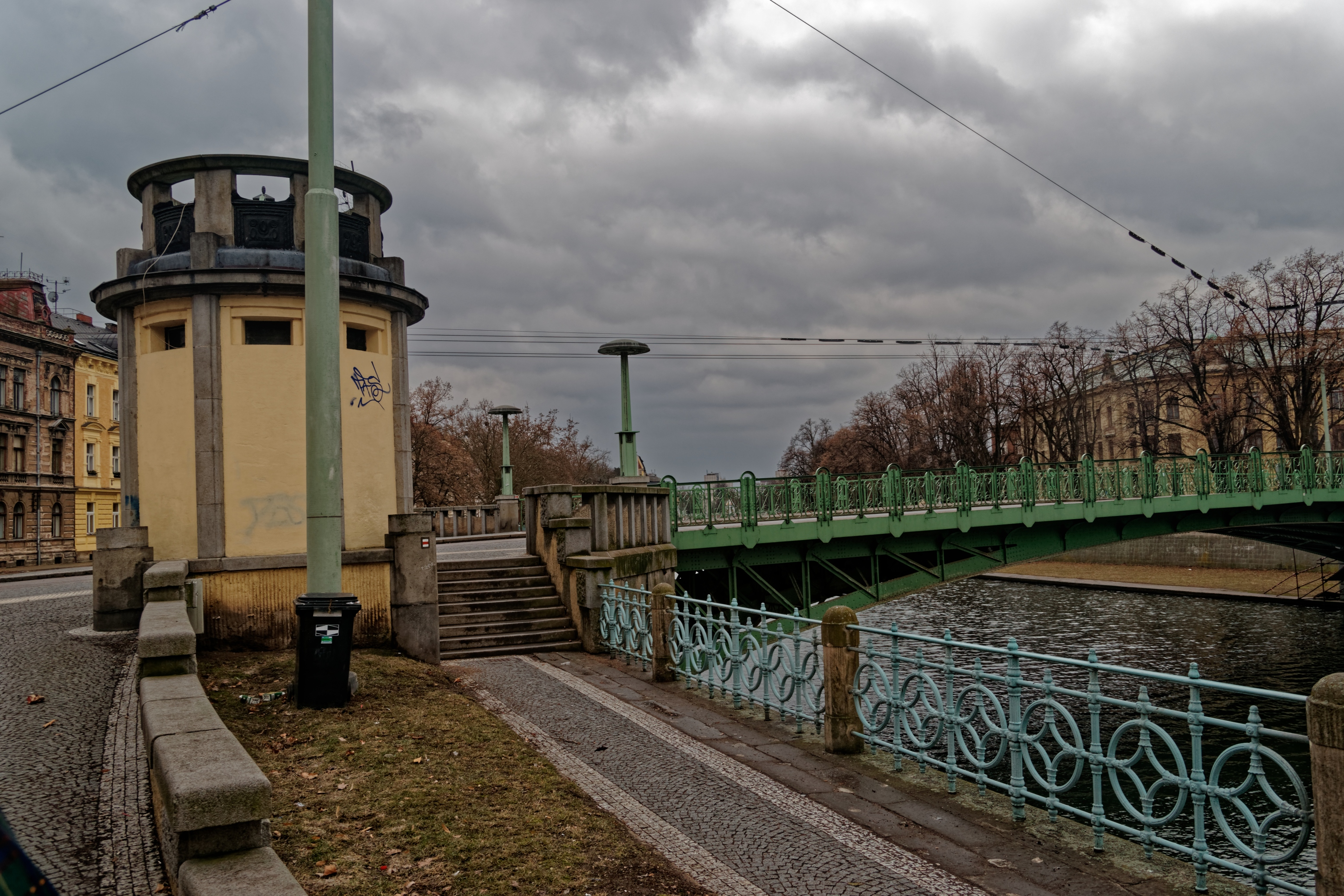
Kiosek na levém břehu
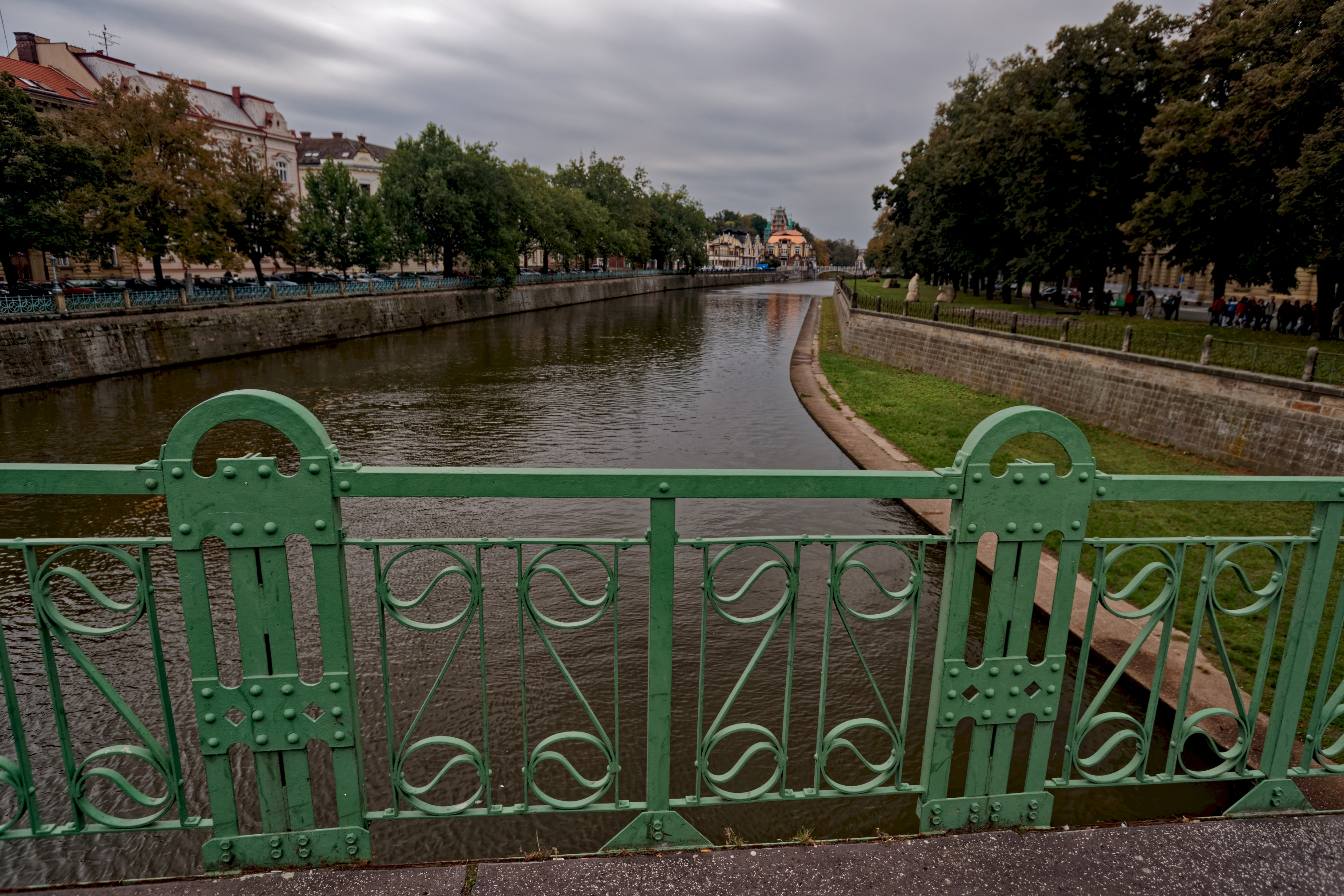
Zábradlí na mostě
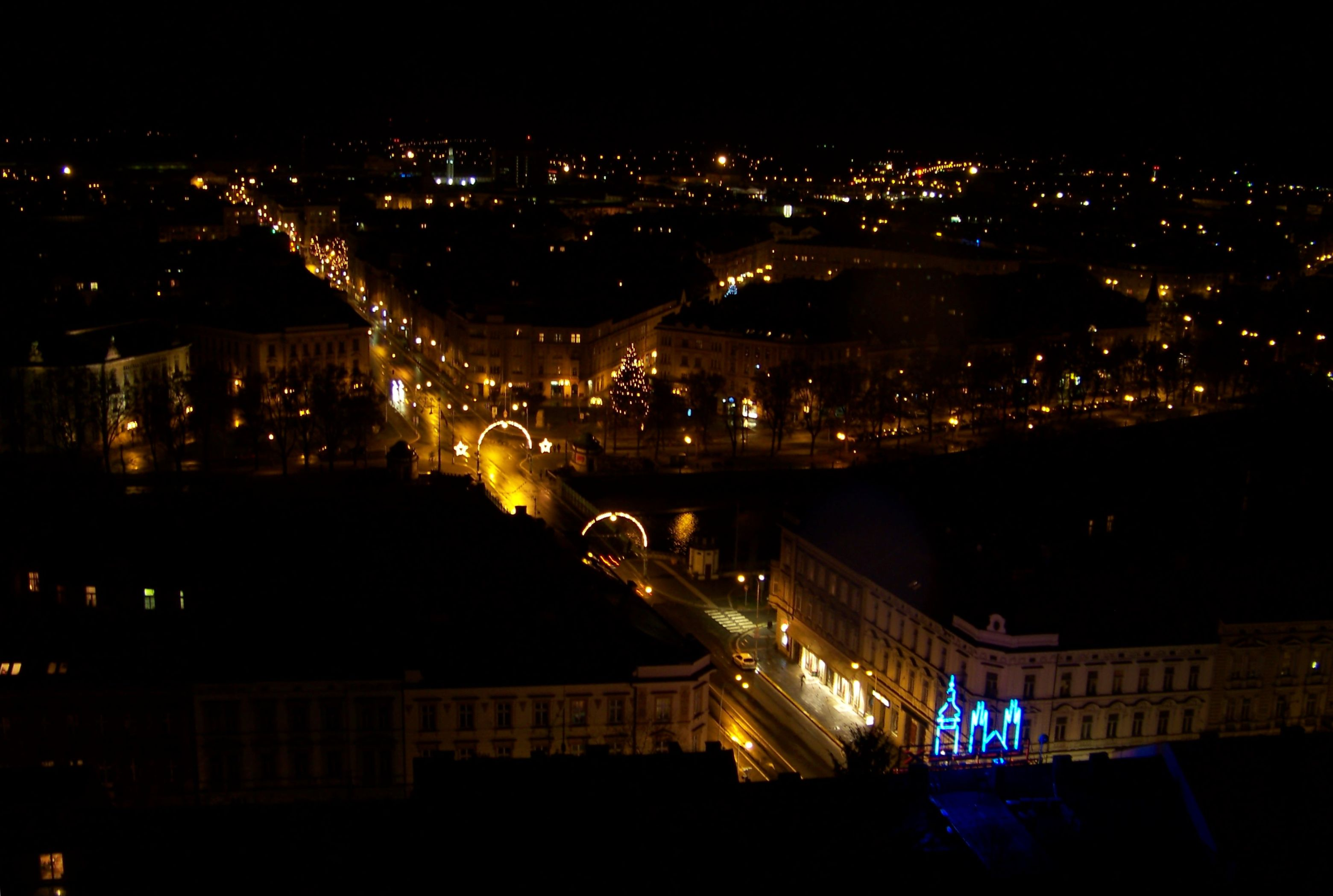
Most v noci (pohled z Bílé věže)